# Велика Лока (Требње)
Велика Лока (словен. Velika Loka) је насељено место у општини Требње, регија Југоисточна Словенија, Словенија.

## Историја
До територијалне реорганизације у Словенији била је у саставу старе општине Требње.

## Становништво
У попису становништва из 2011. године, Велика Лока је имала 239 становника.
| Број становника према пописима | Број становника према пописима | Број становника према пописима |
| ------------------------------ | ------------------------------ | ------------------------------ |
| 1991                           | 2002                           | 2011                           |
| 230                            | 239                            | 239                            |

## Галерија
- железничка станица
- река Теменица на току кроз насеље